# Cossura candida
Cossura candida är en ringmaskart som beskrevs av Hartman 1955. Cossura candida ingår i släktet Cossura och familjen Cossuridae. Inga underarter finns listade i Catalogue of Life.